# 유환웅
유환웅(1981년 4월 14일~)은 대한민국의 배우이자 방송인이다. 데뷔 초반에 9년 남짓 동안 연극과 뮤지컬에서 주로 활약한 그는 서울 출생이고, 2001년 5월 17일(木)에 연극배우로 첫 데뷔를 하였다.

## 출연작

### 작품 활동

#### 연기 활동

##### 연극
- 《길섶의 들풀꽃》 (2001년) ... 광이(한낙광) 역(단역)
- 《형제의 밤》 (2014년) ... 호텔 지배인 김가(김연소) 역(주연)

##### 영화
- 《여자 없는 세상》 (2009년) ... 진승민 역(조연)

##### 뮤지컬
- 《록키 호러 쇼》 (2001년) ... 소니 허버트(Sonny Herbert) 역
- 《한여름 밤을 위한 한여름밤의 꿈》 (2002년) ... 사비오 실베스토(Savio Silversto) 역
- 《그리스》 (2005년) ... 빅터 대니얼(Victor Daniel) 역
- 《헤어 스프레이》 (2007년) ... 산티노 로드리게스(Santino Rodriguez) 역
- 《갬블러》 (2008년) ... 페르난도 로드리게스(Fernando Rodriguez) 역
- 《이블 데드》 (2010년) ... 스캇 레너드(Scott Leonard) 역
- 《스켈리두》 (2010년) ... 성수민 역
- 《피크를 던져라》 (2010년) ... 남인하 역
- 《6시 퇴근》 (2011년) ... 이종기 역
- 《메디컬 루나틱》 (2013년) ... 정상인 역
- 《청춘 밴드 제로》 (2013년) ... 최강인 역
- 《오디션》 (2015년) ... 권현엽 역
- 《곤, 더 버스커》 (2015년) ... 홍진학 역
- 《정글 라이프》 (2016년) ... 오레오 크리스토페로(Oreo Christofero) 역

##### TV 드라마
- 《드라마 페스티벌 - 하우스, 메이트》 (MBC, 2014년) ... 조성철 역
- 《드라마 페스티벌 - 기타와 핫팬츠》 (MBC, 2014년) ... 류경준 역
- 《드라마 페스티벌 - 가봉》 (MBC, 2014년) ... 송광원 역
- 《출동 케이캅》 (재능TV, 2015년) ... 원혁 역

#### 목소리 출연

##### TV애니메이션어린이 드라마
- 《코파반장의 동화수사대》 (KBS2, 2013년~2014년) ... 코파 박사(Dr. Kopa) 역

### 이외 단발적 연기 작품 활동

#### TV 방송
- 《최고다 호기심 딱지》 (EBS)
- 《순 우리말 사전》 (EBS)
- 《발명이 팡팡!》 (EBS)
- 《동요 구출작전》(EBS)
- 《초등3년 겨울방학생활》(EBS)